# Carence martiale
La carence martiale, ou sidéropénie, ou déficit martial, est le manque de fer dans l'organisme. Elle se distingue de l'hyposidérémie, qui est un manque de fer dans le plasma sanguin seulement.

## Les deux types de carence martiale
Si la carence martiale est en présence d'une anémie, on parle d'anémie ferriprive. Sinon, on parle de carence en fer sans anémie ou de carence martiale sans anémie.

## Épidémiologie
Dans une étude, 20 % des femmes en âge de procréer présentaient une carence en fer sans anémie (ferritine < 15 μg/l).
Les anémies sont pour 30 à 50 % de type ferriprive.
Dans le monde, il y a environ 2 milliards de personnes qui ont une carence martiale : 1 milliard de cas d'anémie ferriprive plus 1 milliard de cas de carence en fer sans anémie.

## Diagnostic
Le diagnostic se fait par une prise de sang et la réalisation d'un hémogramme.
La synthèse de transferrine est augmentée,, le taux d'hémoglobine peut être réduit, le VGM (volume globulaire moyen) est réduit, laTCMH (teneur corpusculaire moyenne en hémoglobine) est réduite, l'IDR (indice de distribution des globules rouges) est élevé (anisocytose), le RsTf (récepteur soluble à la transferrine) est augmenté, et la ferritine est basse. Parfois, connaître la concentration de l'hepcidine peut être utile.
Avant un hémogramme avec évaluation du fer sérique et de la transferrine, un jeûne de 10 heures (et sans supplément de fer) est nécessaire.

## Causes
Le corps contient 40 à 50 mg de fer par kilo de poids.

### Concernant la femme en âge de procréer
Chez la femme en âge de procréer, la menstruation est un facteur important de carence martiale.
La vie reproductive de la femme moderne est différente de celle de ses ancêtres, l'augmentation des périodes de menstruation chez la femme dans la société moderne encline la femme à devenir carencée en fer. Dans l'histoire de l'humanité, le fait qu'une femme a des menstruations chaque mois est très récent,. Les femmes préhistoriques alternaient grossesse et allaitement presque de manière continue, donc sans avoir de menstruation, étant enceinte à nouveau avant d'avoir fini l'allaitement du précédent enfant.
Chez la femme, le volume des pertes menstruelles est compris entre 50 et 60 ml de sang, mais varie entre les individus et selon les cycles. Un millilitre de sang contenant 0,5 mg de fer.

## Symptômes
Les symptômes de la carence en fer sont très variables car le fer a un rôle important pour des enzymes qui interviennent dans des centaines de réactions biochimiques.  
Certains symptômes sont communs, d'autres sont rares ou très rares.
Les symptômes sont similaires pour la carence en fer sans anémie que la carence en fer avec anémie,,, : fatigue, malaises, faiblesse ou baisse de concentration, dyspnée, palpitations, difficulté à avaler, diminution de l'acidité gastrique, atrophie villositaire, pica (géophagie, pagophagie), glossite, ongles cassants.
La carence en fer avec et sans anémie serait un facteur de risque d'ostéopénie et ostéoporose,,,.
Une anisocytose, différence de taille entre plusieurs cellules sanguines d'une même lignée cellulaire, est souvent présente en cas de carence en fer avec ou sans anémie. L'anisocytose est détéctée par l'indice de distribution des globules rouges ou IDR supérieur à 15, de l'hémogramme (prise de sang).

## Autre
Le dosage de l'hepcidine est attendue dans le futur dans le but de différencier une carence en fer vraie d'une carence en fer par séquestration.
Une étude remet en question les valeurs de références de la ferritine et de l'hémoglobine, utilisés pour déterminer la carence en fer ; avançant qu'avoir des valeurs de référence différentes concernant l'hémoglobine et la ferritine pour les hommes et les femmes n'est pas justifié.